# Nessuno è perfetto (singolo)
Nessuno è perfetto è un singolo dei Gemelli DiVersi, pubblicato nel 2009 come secondo estratto dalla raccolta Senza fine 98-09 - The Greatest Hits.

## Il singolo
Il brano viene presentato ai TRL Awards 2009 di Piazza Unità d'Italia a Trieste.

## Videoclip
Il video è diviso in quattro parti, ognuna delle quali rappresenta la trama di un film appositamente storpiata sul finale affinché si crei un effetto comico.
In ognuna delle parti appare un membro della band:
- La prima parte rappresenta un film porno, in cui appare Grido in veste di cameraman, lo spezzone è ambientato vicino ad una piscina, sul finale il set viene attaccato da un esercito, e il cast e la troupe sono costretti alla fuga.
- La seconda parte rappresenta un film epico. Ambientato probabilmente nell'Inghilterra-Scozia Medievale, narra di un barbaro, che dopo esser fuggito dalla prigione di una grotta, vuole liberare una ragazza, e per farlo deve scontrarsi con Thema. L'uomo evita lo scontro fuggendo su una macchina sportiva.
- La terza parte è la parodia di un film anni 30-40-50 in bianco e nero. una donna (interpretata da Fabiana Denicolo) è al telefono con un uomo (interpretato da THG), e viene aggredita da un misterioso individuo. Infine arriva un fattorino per consegnare una pizza.
- La quarta ed ultima parte è la presa in giro di un film horror. una ragazza fugge da un aggressore fino a ritrovarsi ad un raduno Hippie, dove incontra Strano che canta le ultime righe della canzone, e scopre che si tratta tutto di uno scherzo.